# Een hoofd vol macaroni
Een hoofd vol macaroni is een kinderboek van Guus Kuijer uit 1979, met illustraties van Mance Post. Het boek maakt deel uit van Kuijers Madelief-serie.

## Verhaal
Madelief speelt op straat met een vriendin een spelletje waarbij ze doen alsof ze elkaars hersenen ("net macaroni") kunnen zien. Dan ontmoet ze een nieuwe jongen uit de buurt, Tom, die aan het hoofd staat van een jongensbende waarmee hij een "oorlog" uitvecht tegen de concurrerende bende van "Gekke Eddie". Omdat Madelief stiekem verliefd is geworden op Tom, laat ze zich overhalen om voor hem bij de vijandige bende van Eddie te gaan spioneren. 
Als Madelief Tom thuis opzoekt, blijkt dat Tom het moeilijk heeft met zijn ouders. Hij haalt ook slechte schoolcijfers.
Piep, een van de jongste leden van Toms bende, blijkt op zijn beurt te spioneren voor de bende van Eddie. Als Piep later een zeer ernstig auto-ongeluk krijgt waardoor hij verlamd raakt, zijn de beide bendes hierdoor zo ontdaan dat ze besluiten tijdelijk de strijdbijl te begraven en in plaats daarvan samen wraak te nemen door de betreffende auto te vernielen. Madelief wordt vervolgens gesnapt door de politie, die echter zoveel begrip voor de situatie toont dat ze haar ongestraft laten gaan.
Uiteindelijk moet de bende van Tom het in een gevecht afleggen tegen die van Eddie. Tom is woedend over zijn verlies. Hij wil in eerste instantie niemand meer om zich heen hebben, maar dan herinnert Madelief hem eraan dat zijn nederlaag helemaal niets is vergeleken met wat Piep is overkomen. Tom draait hierdoor weer bij.